# アイリスへの手紙
『アイリスへの手紙』（アイリスへのてがみ、Stanley & Iris）は、1990年のアメリカ合衆国の映画。音楽はジョン・ウィリアムズが担当した。

## キャスト
※括弧内は日本語吹替
- アイリス・キング - ジェーン・フォンダ（高畑淳子）
- スタンリー・コックス - ロバート・デ・ニーロ（安原義人）
- シャロン - スージー・カーツ（篠倉伸子）
- ケリー - マーサ・プリンプトン（小林優子）
- リチャード - ハーレイ・クロス（杉浦明彦）
- ジョー - ジェイミー・シェリダン（石原慎一）
- レオネディス・コックス - フェオドール・シャリアピン（丸山詠二）
- ヘントリー - スティーヴン・ルート（大塚芳忠）
- バーニス - キャシー・キニー
- バーサ - ロレッタ・デヴァイン